# Temporada da ProA de 2020-21
A Temporada 2020-21 da ProA foi a 14ª edição da competição de secundária do basquetebol masculino da Alemanha segundo sua pirâmide estrutural. É organizada pela 2.Bundesliga GmbH sob as normas da FIBA.

## Clubes participantes
Para a atual temporada permanecem quinze equipes que disputaram a temporada 2019-20 com exceção do FC Schalke 04 que optou por não seguir no escalão e do Niners Chemnitz que foi admitido na Bundesliga 2020-21
| Clube                       | Cidade               |
| --------------------------- | -------------------- |
| Artland Dragons             | Quakenbrück          |
| Bayer Giants Leverkusen     | Leverkusen           |
| Eisbären Bremerhaven        | Bremerhaven          |
| MLP Academics Heidelberg    | Edelberga            |
| Nürnberg Falcons            | Nuremberga           |
| Phoenix Hagen               | Hagen                |
| PS Kalsruhe Lions           | Carlsrue             |
| Rostock Seawolves           | Rostoque             |
| RÖMERSTROM Gladiators Trier | Tréveris             |
| Science City Jena           | Jena                 |
| Team Ehingen Urspring       | Ehingen              |
| Uni baskets Paderborn       | Paderborn            |
| Tigers Tübingen             | Tubinga              |
| VfL Kirchheim Knights       | Kirchheim unter Teck |
| wiha Panthers Schwenningen  | Schwenningen         |

|  |                                          |
|  | Promovidos da ProB na temporada anterior |
|  | Rebaixados da BBL na temporada anterior  |

## Temporada regular

### Tabela de classificação
| Pos. | Clube                       | J  | V  | D  | Pts. | PF   | PC   | Dif. | Classificação        |
| ---- | --------------------------- | -- | -- | -- | ---- | ---- | ---- | ---- | -------------------- |
| 1    | Rostock Seawolves           | 28 | 22 | 6  | 44   | 2468 | 2251 | 217  | Playoffs             |
| 2    | MLP Academics Heidelberg    | 28 | 21 | 7  | 42   | 2418 | 2190 | 228  | Playoffs             |
| 3    | Eisbären Bremerhaven        | 27 | 19 | 8  | 38   | 2440 | 2270 | 170  | Playoffs             |
| 4    | Science City Jena           | 26 | 19 | 7  | 37   | 2169 | 1979 | 190  | Playoffs             |
| 5    | Bayer Giants Leverkusen     | 28 | 18 | 10 | 36   | 2473 | 2428 | 45   | Playoffs             |
| 6    | VfL Kirchheim Knights       | 28 | 15 | 13 | 30   | 2362 | 2352 | 10   | Playoffs             |
| 7    | wiha Panthers Schwenningen  | 27 | 14 | 13 | 28   | 2123 | 2111 | 12   | Playoffs             |
| 8    | Artland Dragons             | 28 | 14 | 14 | 28   | 2413 | 2358 | 55   | Playoffs             |
| 9    | RÖMERSTROM Gladiators Trier | 28 | 12 | 16 | 24   | 2277 | 2297 | -20  |                      |
| 10   | Uni baskets Paderborn       | 28 | 10 | 18 | 20   | 2409 | 2451 | -42  |                      |
| 11   | PS Kalsruhe Lions           | 24 | 9  | 15 | 18   | 1927 | 2073 | -146 |                      |
| 12   | Phoenix Hagen               | 26 | 9  | 17 | 18   | 2110 | 2233 | -123 |                      |
| 13   | Tigers Tübingen             | 27 | 9  | 18 | 18   | 2310 | 2396 | -86  |                      |
| 14   | Nürnberg Falcons            | 27 | 7  | 20 | 14   | 2150 | 2341 | -191 | Rebaixados para ProB |
| 15   | Team Ehingen Urspring       | 28 | 6  | 22 | 12   | 2261 | 2580 | -319 | Rebaixados para ProB |

### Partidas
| Casa\Visitante              | ART    | BAY    | EIS    | MLP     | NÜR    | PHO    | KAL    | ROS    | ROM    | SCI    | TEA     | UNI     | TIG    | VFL    | WIH    |
| --------------------------- | ------ | ------ | ------ | ------- | ------ | ------ | ------ | ------ | ------ | ------ | ------- | ------- | ------ | ------ | ------ |
| Artland Dragons             |        | 69-77  | 95-99  | 83-100  | 84-73  | 108-88 | 89-91  | 64-86  | 71-87  | 93-89  | 88-89   | 93-77   | 79-85  | 107-70 | 71-78  |
| Bayer Giants Leverkusen     | 92-89  |        | 95-88  | 93-81   | 87-84  | 80-76  | 99-85  | 95-82  | 99-98  | 65-72  | 97-82   | 81-74   | 102-94 | 105-94 | 85-76  |
| Eisbären Bremerhaven        | 103-99 | 89-88  |        | 66-93   | 105-81 | 86-80  |        | 78-69  | 92-105 | 79-89  | 99-66   | 91-66   | 87-79  | 91-75  | 90-85  |
| MLP Academics Heidelberg    | 81-89  | 103-75 | 81-85  |         | 99-77  | 85-84  | 91-79  | 78-75  | 80-68  | 20-0   | 97-82   | 89-77   | 99-80  | 94-86  | 90-83  |
| Nürnberg Falcons            | 79-82  | 90-97  | 86-92  | 85-92   |        | 93-82  | 71-80  | 76-82  | 72-90  |        | 84-72   | 89-83   | 97-82  | 61-74  | 70-88  |
| Phoenix Hagen               | 67-85  | 98-80  | 93-91  | 67-81   | 88-86  |        | 79-78  | 65-78  | 104-77 | 75-96  | 90-84   | 75-105  | 91-65  | 70-67  | 54-84  |
| PS Kalsruhe Lions           | 68-74  | 103-95 | 89-88  | 70-88   | 90-83  |        |        | 75-95  | 94-105 |        | 82-88   | 83-74   | 82-93  | 91-75  | 91-82  |
| Rostock Seawolves           | 96-92  | 86-83  | 82-85  | 91-88   | 90-79  | 86-82  | 93-68  |        | 93-82  | 84-75  | 109-83  | 92-84   | 83-79  | 92-82  | 100-64 |
| RÖMERSTROM Gladiators Trier | 77-89  | 68-77  | 71-89  | 88-91   | 82-85  | 83-75  | 82-62  | 79-84  |        | 82-68  | 83-86   | 102-82  | 59-71  | 97-89  | 65-77  |
| Science City Jena           | 97-93  | 104-99 | 89-81  | 70-69   | 96-67  | 87-82  | 78-52  | 86-79  | 70-75  |        | 107-79  | 91-81   | 93-71  | 79-87  | 95-93  |
| Team Ehingen Urspring       | 84-92  | 85-95  | 72-106 | 85-91   | 68-83  | 91-81  | 83-94  | 83-97  | 63-94  | 74-79  |         | 79-105  | 63-108 | 85-90  | 88-69  |
| Uni baskets Paderborn       | 83-92  | 101-93 | 98-104 | 79-85   | 75-85  | 88-90  | 86-75  | 96-107 | 105-69 | 94-86  | 91-80   |         | 87-81  | 96-87  | 81-74  |
| Tigers Tübingen             | 90-97  | 84-88  | 101-93 | 100-115 | 91-73  | 100-95 |        | 90-96  | 75-63  | 64-77  | 103-113 | 103-101 |        | 80-97  | 66-77  |
| VfL Kirchheim Knights       | 86-77  | 88-71  | 73-97  | 91-90   | 101-63 | 89-79  | 107-81 | 82-76  | 82-72  | 81-111 | 87-81   | 96-62   | 90-85  |        | 73-85  |
| wiha Panthers Schwenningen  | 66-69  | 85-80  | 70-86  | 82-67   | 89-78  |        | 75-64  | 78-85  | 72-74  | 93-95  | 79-73   | 79-78   | 99-90  | 74-63  |        |

## Playoffs

### Grupo A
| Pos. | Clube                   | J | V | D | Pts. | PF  | PC  | Dif. | Classificação |
| ---- | ----------------------- | - | - | - | ---- | --- | --- | ---- | ------------- |
| 1    | Bayer Giants Leverkusen | 6 | 5 | 1 | 10   | 554 | 489 | 65   | Finalista     |
| 2    | Science City Jena       | 6 | 4 | 2 | 8    | 541 | 547 | -6   |               |
| 3    | Rostock Seawolves       | 6 | 2 | 4 | 4    | 505 | 516 | -11  |               |
| 4    | Artland Dragons         | 6 | 1 | 5 | 2    | 463 | 511 | -48  |               |

#### Partidas
| Casa\Visitante          | ART   | BAY    | SCI     | ROS   |
| ----------------------- | ----- | ------ | ------- | ----- |
| Artland Dragons         |       | 84-102 | 87-88   | 80-79 |
| Bayer Giants Leverkusen | 80-65 |        | 99-84   | 85-77 |
| Science City Jena       | 84-81 | 94-100 |         | 85-81 |
| Rostock Seawolves       | 78-66 | 83-96  | 107-104 |       |

### Grupo B
| Pos. | Clube                      | J | V | D | Pts. | PF  | PC  | Dif. | Classificação |
| ---- | -------------------------- | - | - | - | ---- | --- | --- | ---- | ------------- |
| 1    | MLP Academics Heidelberg   | 4 | 3 | 1 | 6    | 396 | 376 | 20   | Finalista     |
| 2    | VfL Kirchheim Knights      | 5 | 3 | 2 | 6    | 474 | 485 | -11  |               |
| 3    | Eisbären Bremerhaven       | 5 | 2 | 3 | 4    | 455 | 455 | 0    |               |
| 4    | wiha Panthers Schwenningen | 4 | 1 | 3 | 2    | 315 | 324 | -9   |               |

#### Partidas
| Casa\Visitante             | EIS     | MLP    | VFL     | WIH   |
| -------------------------- | ------- | ------ | ------- | ----- |
| Eisbären Bremerhaven       |         | 96-100 | 94-100  | 83-79 |
| MLP Academics Heidelberg   |         |        | 114-118 | 93-79 |
| VfL Kirchheim Knights      | 105-102 | 83-89  |         |       |
| wiha Panthers Schwenningen | 71-80   |        | 86-68   |       |

#### Final
| Time 1                  | Soma      | Time 2                   | 1º Jogo | 2º Jogo |
| ----------------------- | --------- | ------------------------ | ------- | ------- |
| Bayer Giants Leverkusen | 159 - 189 | MLP Academics Heidelberg | 66 - 96 | 93 - 93 |

## Promoção e rebaixamento

### Promovidos para aBBL
- MLP Academics Heidelberg
- Bayer Giants Leverkusen

### Rebaixados para aProB
- Nürnberg Falcons
- Team Ehingen Urspring

## Artigos relacionados
- Bundesliga
- 2.Bundesliga ProB
- Regionalliga
- Seleção Alemã de Basquetebol